# 下湖口
下湖口，是臺灣雲林縣口湖鄉的一個傳統地域名稱，位於該鄉西南部。相較於今日行政區，其範圍大致包括台子村南端、成龍村南端、湖口村、過港村西端、梧北村西部、梧南村西部、水井村西北部。

## 歷史
臺灣日治初期，下湖口地區為一（舊制）街庄，稱為「下湖口庄」，隸屬於尖山堡。該庄北與牛尿港庄、蚵藔庄為鄰，東北與椬梧庄為鄰，東南邊為水井庄，西南邊隔北港溪與鰲皷庄為界，西邊臨臺灣海峽。
1901年（日治明治三十四年）11月，全臺廢縣廳改設二十廳，該庄隸屬於斗六廳。1903年（明治三十六年）6月，該庄編入「新港區」，隸屬於斗六廳。1909年（明治四十二年）10月，合併二十廳為十二廳，新港區改隸屬於嘉義廳。1920年（大正九年），全臺地方制度大改正，廢十二廳改設五州二廳，該庄改制為「下湖口」大字，隸屬於臺南州北港郡口湖庄（新制街庄）。
戰後口湖庄改制為口湖鄉，隸屬於臺南縣，大字亦改制為村。1950年10月，雲、嘉、南分治，口湖鄉改隸屬雲林縣。

## 聚落
本地區發展較早的聚落有鵞尾墩（鵝尾墩、湖口）、無尾墩山（已消失）等，在日治期初期的官方地圖上已有記載。此外，本地區尚有寮仔、水井寮等聚落。

## 交通
省道台17線又稱「西部濱海公路」，是臺中市清水區甲南至屏東縣枋寮鄉水底寮的幹道，經過本地區東北部的寮仔聚落。由該道路向西北可前往四湖鄉西部、臺西鄉、東勢鄉西北端、麥寮鄉等地；向東南可前往嘉義縣東石鄉、布袋鎮、臺南市北門區、將軍區等地。
省道台61線又稱「西部濱海快速公路」，目前通車路段北起新北市八里區臺北港，南至臺南市七股區九塊厝，以高架道路型式跨於省道台17線上方經過本地區，並在本地區東側邊界地帶轉南南東與省道台17線分離而行。本地區向北可經由省道台17線、口湖交流道進入台61線；向南可經由省道台17線、水井交流道進入台61線；由此等可快速前往台灣西部沿海各地。
鄉道雲143線是埔南至湖口的道路，其南側端點（終點）位於本地區東部水井寮聚落西郊的鄉道雲147線轉角路口（屬湖口村）。由此向南順路轉西南，至右側路口轉西，至左側路口轉南，至右側路口轉西，至路底轉北，至路口轉西南沿尖山大排南岸道路而行，至中港橋轉北北東過橋再轉北，至鵝尾墩（湖口）聚落後，在右側第二個路口轉東南東，進入聚落內蜿蜒而行，順路轉東北微東出聚落直行，可前往椬梧、謝厝寮、外埔，並止於外埔（埔南）聚落的鄉道雲138線轉角路口。
鄉道雲147線是成龍的水井的道路，其北側（起點）端點位於本地區北部偏略東的省道台17線路口暨省道台61線（西部濱海快速公路）高架道路下方。由此向南轉東過水井寮聚落後，可前往水井，並止於水井聚落北北東郊的省道台17線路口暨省道台61線（西部濱海快速公路）高架道路下方。

## 學校
- 文光國小湖口分校

## 公務機構
- 下湖口安檢所

## 產業
- 台子村漁港
- 下湖口港
- 台糖椬梧農場（現為濕地）